# Oiseaux du lac Stymphale
Dans la mythologie grecque, les oiseaux du lac Stymphale (en grec ancien Στυμφαλίδες ὄρνιθες / Stumphalídes órnithes) dressés par Arès, étaient des carnassiers, se nourrissant de chair humaine. Tuer les oiseaux du lac Stymphale constituait pour Héraclès le sixième (ou, selon les auteurs, le cinquième) des Douze travaux.

## Le mythe
Des oiseaux infestaient les bois près du lac Stymphale, en Arcadie. Ils tuaient leurs proies grâce à leurs plumes d'acier, piquantes et tranchantes, qu'ils utilisaient comme des flèches. D'autres légendes racontent qu'ils étaient simplement munis de griffes et d'un bec d'airain.
Héraclès les effraya au moyen de crotales de bronze qu'Athéna lui avait offerts, en tua un certain nombre, puis chassa le reste. Une autre légende raconte qu'Héraclès commença par les tuer à l'aide de ses flèches, mais ils étaient tellement nombreux et se reproduisaient si vite, qu'à la fin de la journée Héraclès n'avait plus de flèches. Il  se rendit compte que les oiseaux étaient plus nombreux que dans la matinée. Héraclès, dans un mouvement de rage, frappa alors son épée contre son bouclier, ce qui fit fuir les oiseaux. Il continua jusqu'à ce que tous les oiseaux tombent d'épuisement dans le lac et se noient.

## Galerie

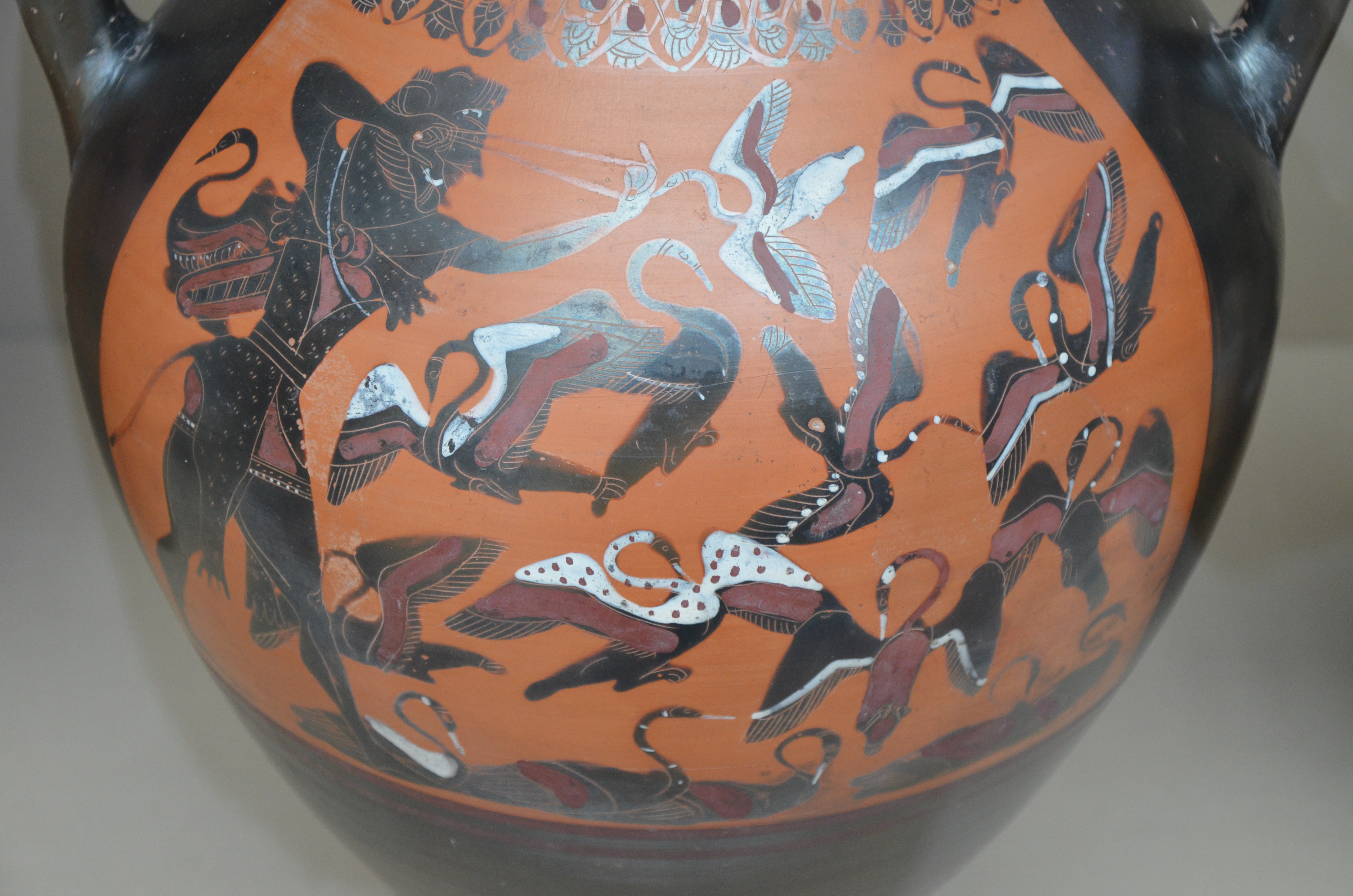
Amphore grecque, VIe siècle av. J.-C., British Museum, Londres.
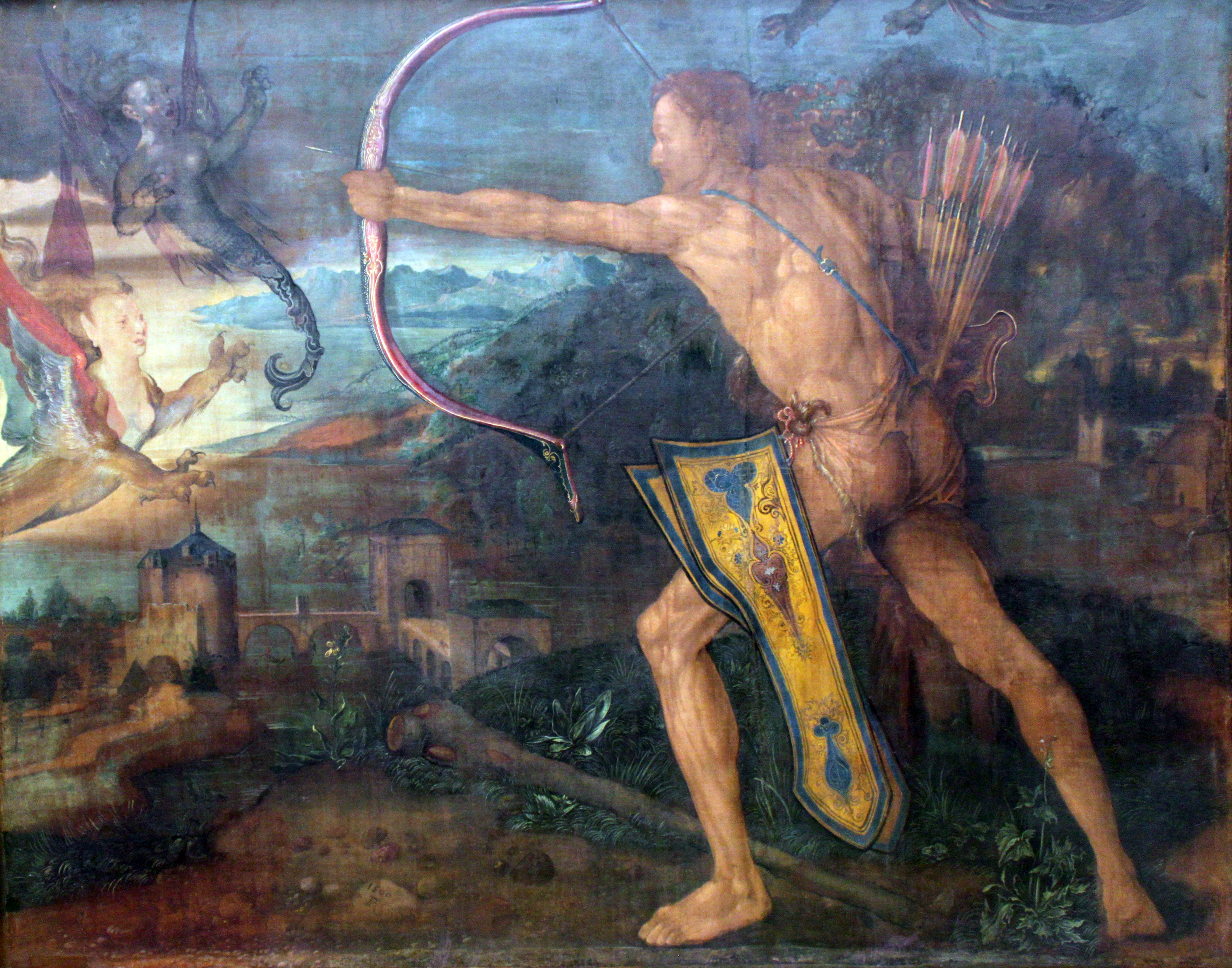
Albrecht Dürer, Hercule tuant les oiseaux du lac Stymphale (1500), Germanisches Nationalmuseum de Nuremberg.
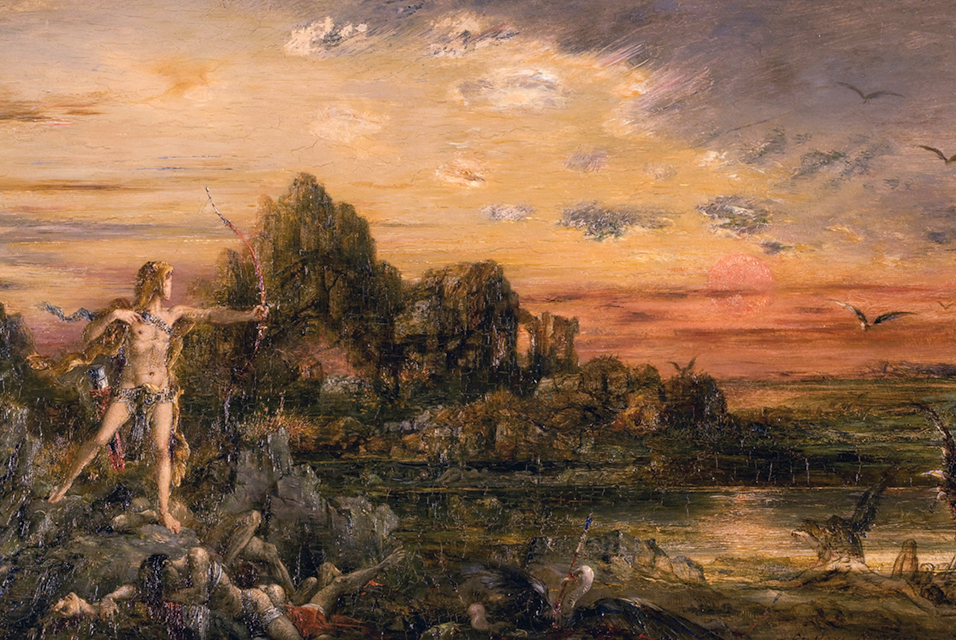
Gustave Moreau, Hercule et les oiseaux du lac Stymphale (1872), Frances Lehman Loeb Art Center.
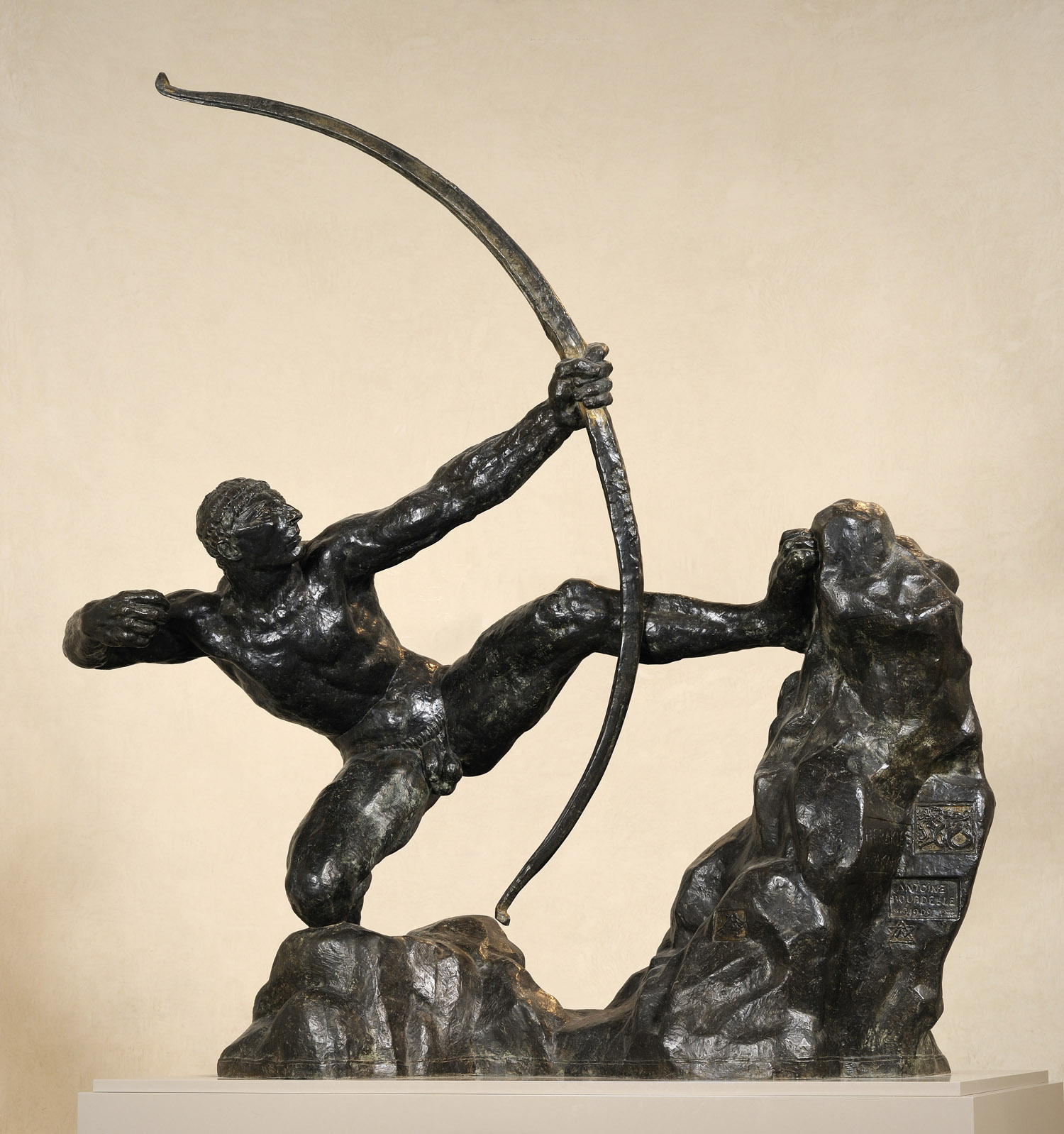
Antoine Bourdelle, Héraklès archer ou Héraklès tue les oiseaux du lac Stymphale (1909), bronze, musée des Beaux-Arts de Lyon.

## Dans la culture populaire
- Les oiseaux du lac Stymphale apparaissent dans The Titans, première extension du jeu vidéo Age of Mythology, où ils sont les unités mythiques de la titanide Théia[réf. nécessaire].
- Les oiseaux du lac Stymphale apparaissent dans le chapitre 6 de Percy Jackson : La Mer Des Monstres (Tome 2 de la saga littéraire Percy Jackson de Rick Riordan).